# (21526) Mirano
(21526) Mirano (1998 MS24) – planetoida z pasa głównego asteroid okrążająca Słońce w ciągu 4,22 lat w średniej odległości 2,61 j.a. Odkryta 30 czerwca 1998 roku.